# FIBA Europe Young Women’s Player of the Year Award
FIBA Europe Young Women's Player of the Year Award – oficjalna nagroda dla najlepszej młodej koszykarki (do lat 22) z Europy przyznawana corocznie od 2005 przez FIBA Europe (Europejską Federację Koszykówki).
Nagroda została ustanowiona przez FIBA Europe w grudniu 2005 roku. Postanowiono wówczas, że począwszy od 2005 roku, wybierani będą najlepsi koszykarze i koszykarki z Europy w czterech różnych kategoriach: seniorów, seniorek, młodych koszykarzy (do lat 22) i młodych koszykarek (także do lat 22). Nagrodzona może zostać każda koszykarka z Europy, niezależnie od klubu i ligi, w jakiej występowała w danym roku kalendarzowym. Koszykarka w roku tym może mieć skończone maksymalnie 22 lata. Zwycięzcy każdej z czterech nagród otrzymuje pamiątkowe trofeum.
W pierwszej edycji (za 2005 rok) o zwyciężczyni decydowały głosy przedstawicieli mediów, a triumfatorkę FIBA Europe Young Women's Player of the Year Award ogłoszono 17 stycznia 2006. Od drugiej edycji (za 2007) głosowanie podzielono na dwie grupy: pierwszą stanowią głosy trenerów, koszykarzy i dziennikarzy, którzy wybierają po 3 najlepsze zawodniczki, a wyniki ich głosowania stanowią 70% ostatecznego rezultatu, a drugą stanowią głosy internetowe kibiców, którzy także wybierają po 3 najlepsze zawodniczki, a wyniki ich głosowania stanowią 30% ostatecznego wyniku.
Żadna z wyróżnionych koszykarek nie wygrała więcej niż raz.

## Zwyciężczynie
| Rok  | Zawodniczka            | Kraj      |
| ---- | ---------------------- | --------- |
| 2005 | Anete Jēkabsone-Žogota | Łotwa     |
| 2006 | Sandrine Gruda         | Francja   |
| 2007 | Sonja Petrović         | Serbia    |
| 2008 | Gintarė Petronytė      | Litwa     |
| 2009 | Alba Torrens           | Hiszpania |
| 2010 | Nika Barič             | Słowenia  |
| 2011 | Emma Meesseman         | Belgia    |
| 2012 | Alina Jagupowa         | Ukraina   |
| 2013 | Astou Ndour            | Hiszpania |
| 2014 | Ángela Salvadores      | Hiszpania |